# Факультет фізики, астрономії та прикладної інформатики Ягеллонського університету
Факультет фізики, астрономії та прикладної інформатики Ягеллонського університету - один з факультетів Ягеллонського університету у Кракові. Був створений 1 вересня 2003 року в результаті поділу факультету математики, фізики та інформатики Ягеллонського університету.

## Історія
Астрономія та математика існували від початку історії Краківського університету як частини факультету вільних мистецтв. Їхній розвиток особливо пожвавився, коли у 1400 році Краківський університет був відновлений і перетворений на класичний середньовічний університет, і коли у 1402 році краківський міщанин Ян Штобнер заснував в університеті кафедру астрономії та математики. У XV-XVI століттях нею були пов'язані біографії багатьох відомих науковців, зокрема Миколая Коперника, який навчався тут в 1491-1495 роках.
Певний занепад точних наук в університеті відбувався з середини XVI століття до університетських реформ другої половини XVIII сторіччя, коли був створений фізичний коледж, а в ньому фізичний кабінет і астрономічна обсерваторія, побудована Яном Снядецьким. Після третього поділу Речі Посполитої 1795 року і в епоху Наполеонівських війн в університеті відбувались швидкі організаційні зміни, в цілому несприятливі для розвитку науки. 1818 року університет був знову реорганізований і став називатись Ягеллонським університетом.
У другій половині XIX століття філософський факультет Ягеллонського університету знову вийшов на світовий рівень у галузі точних наук завдяки роботам спеціаліста з математичного аналізу та теорії простих чисел Францішека Мертенса, математика Казимира Жоравського, засновника Польського математичного товариства Станіслава Заремби. Саме тут у 1883 році фізик Зигмунт Врублевський і хімік Кароль Ольшевський вперше в історії отримали рідкий кисень. У 1913 році професором в Кракові став Маріан Смолуховський вже знаменитий на той час творець теорії броунівського руху. В міжвоєнний період тут працювали фізик-теоретик Владислав Натансон та організатор досліджень затемнюваних зір астроном Тадеуш Банахевич.
Після Другої світової війни в університеті розвились ядерна фізика та радіоастрономія, а структура факультетів зазнала ряд організаційних змін. Нинішній факультет фізики, астрономії та прикладної інформатики був організований в результаті поділу факультету математики, фізики та інформатики у 2003 році.

## Структура
До складу факультету входять:

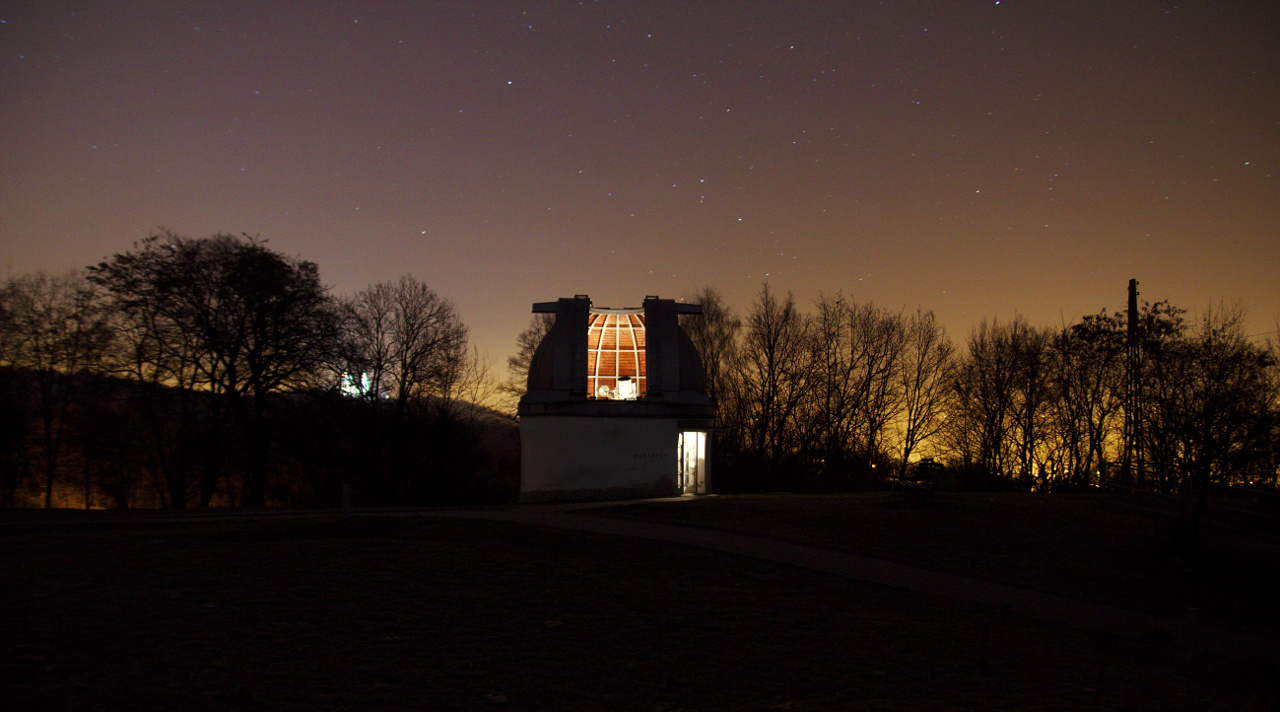
Астрономічна обсерваторія Ягеллонського університету вночі

- Астрономічна обсерваторія Ягеллонського університету
- Інститут фізики Маріана Смолуховського
- Інститут теоретичної фізики
- Інститут прикладної інформатики